# TPA8
TPA8 es un canal de televisión público español que emite en el Principado de Asturias. Es la segunda cadena autonómica de esta comunidad. Está gestionada por el ente público Radiotelevisión del Principado de Asturias (RTPA). Tiene su sede y estudios en la Universidad Laboral, en Gijón.
El canal fue inaugurado el 26 de mayo de 2007 bajo el nombre de TPA2 con la intención de ser una segunda cadena, de estilo similar a las que producen otros entes autonómicos.Sin embargo, por problemas económicos, desde el 1 de abril de 2011 emite toda la programación de producción propia de TPA7 con una hora de retraso, sustituyendo el cine y las series por la emisión en directo de las cámaras de Oviedo y Gijón con el sonido de RPA.
El domingo 2 de mayo de 2010 inaugura sus retransmisiones como TPA8 con la emisión de la final de la Copa de Europa de hockey sobre patines femenino.
El día 12 de septiembre de 2011, la cadena inició sus emisiones en formato panorámico, y se incorporaron dos nuevos canales de audio, uno en versión original y otro con audiodescripción.
El 12 de febrero de 2024, TPA8, junto a TPA7, comienza a emitir en HD y renueva su imagen.

## Imagen corporativa

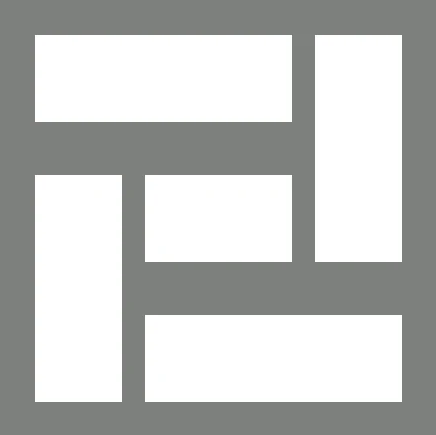
Logotipo de TPA 2 usado entre 2007 y 2010.
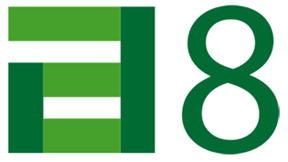
Logotipo de TPA 8 usado entre 2010 y 2024.
Logotipo usado desde el 12 de febrero de 2024.